# La Chenalotte
La Chenalotte ist eine französische Gemeinde mit 532 Einwohnern (Stand: 1. Januar 2022) im Département Doubs in der Region Bourgogne-Franche-Comté.

## Geographie
La Chenalotte liegt auf 934 m Meereshöhe, acht Kilometer nordöstlich von Morteau und etwa 11 Kilometer westlich der Stadt La Chaux-de-Fonds (Luftlinie). Das Dorf erstreckt sich im Jura, im Südwesten des Hochplateaus von Maîche, am Nordfuß des Höhenzuges der Combe du Plane nördlich des Doubstals. Das Gemeindegebiet gehört zum Regionalen Naturpark Doubs-Horloger.
Die Fläche des 4,88 km² großen Gemeindegebiets umfasst einen Abschnitt des französischen Juras. Der Hauptteil des Gebietes wird vom Hochplateau von Maîche eingenommen, das durchschnittlich auf 930 m liegt. Es ist überwiegend von Wies- und Weideland bestanden, zeigt aber auch einige kleinere Waldflächen. Im Norden verläuft die Grenze entlang dem Ruisseau des Seignes, einem Bach, der nach kurzer Laufstrecke durch eine moorige Niederung wieder im verkarsteten Untergrund versickert. Nach Süden reicht das Gemeindeareal auf die Höhe von Combe du Plane. Hier wird mit 1092 m die höchste Erhebung von La Chenalotte erreicht. Der Höhenrücken, welcher das Plateau von Maîche vom Doubstal trennt, bildet in geologisch-tektonischer Hinsicht eine Antiklinale des Faltenjuras und ist gemäß der Streichrichtung des Gebirges in dieser Region in Richtung Südwest-Nordost orientiert.
Nachbargemeinden von La Chenalotte sind Le Bizot und Narbief im Norden, Le Barboux im Osten, Villers-le-Lac im Süden sowie Noël-Cerneux im Westen.
Mit 1. Januar 2009 erfolgte eine Änderung der Arrondissementszugehörigkeit der Gemeinde. Bislang zum Arrondissement Montbéliard gehörend, kamen alle Gemeinden des Kantons zum Arrondissement Pontarlier.

## Sehenswürdigkeiten

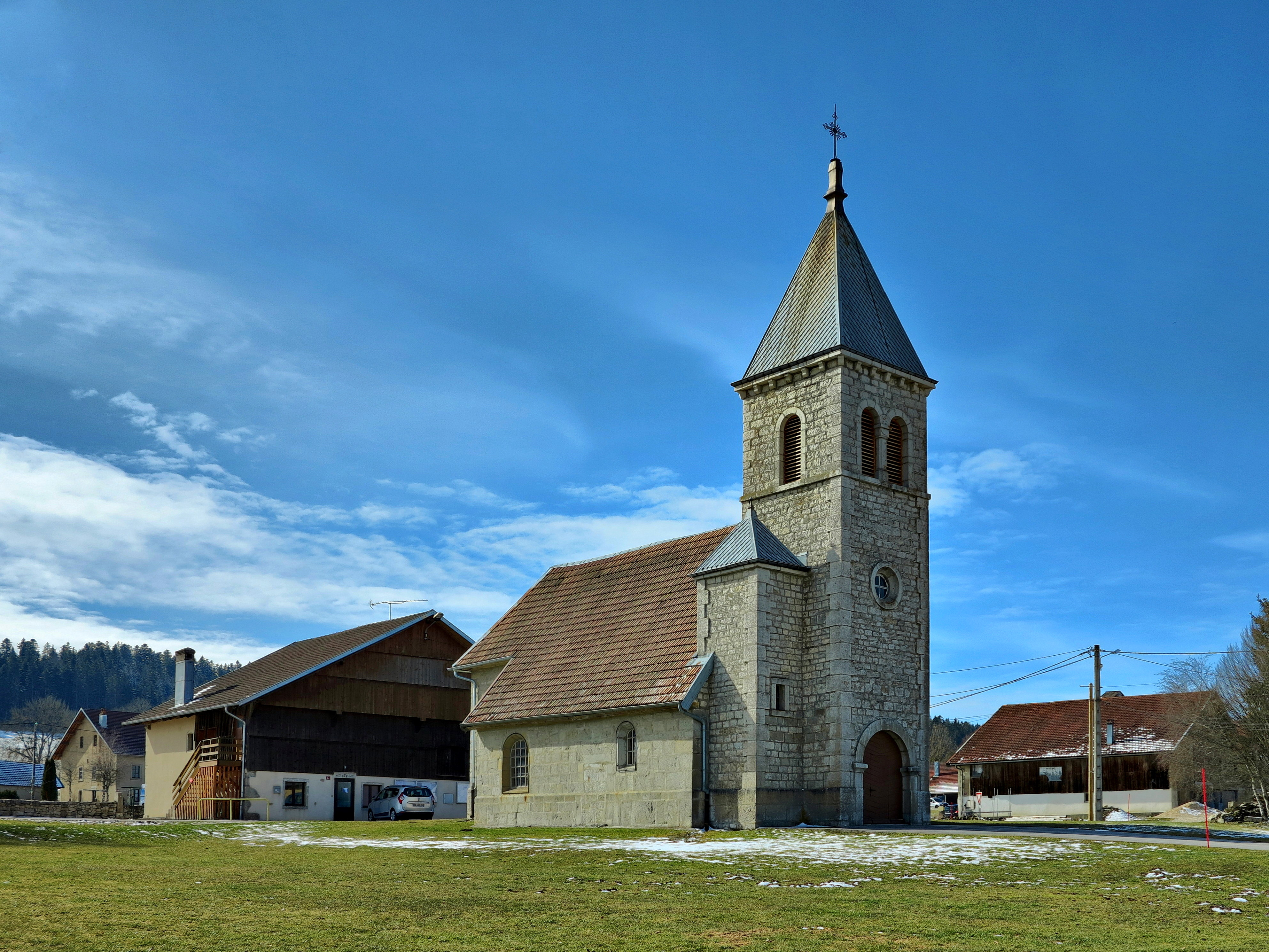
Kirche Saint-Claude

Die Dorfkirche von La Chenalotte wurde im 17. Jahrhundert errichtet. Im alten Ortskern sind verschiedene Bauernhäuser aus dem 18. Jahrhundert im charakteristischen Stil des Haut-Doubs erhalten.

## Bevölkerung
| Jahr                       | 1962 | 1968 | 1975 | 1982 | 1990 | 1999 | 2016 |
| Einwohner                  | 96   | 95   | 77   | 108  | 198  | 286  | 487  |
| Quellen: Cassini und INSEE |      |      |      |      |      |      |      |

Mit 532 Einwohnern (Stand 1. Januar 2022) gehört La Chenalotte zu den kleinen Gemeinden des Départements Doubs. Nachdem die Einwohnerzahl in der ersten Hälfte des 20. Jahrhunderts deutlich abgenommen hatte (1886 wurden noch 200 Personen gezählt), wurde seit Mitte der 1970er Jahre wieder ein markantes Bevölkerungswachstum verzeichnet.

## Wirtschaft und Infrastruktur
La Chenalotte war bis weit ins 20. Jahrhundert hinein ein vorwiegend durch die Landwirtschaft (Viehzucht und Milchwirtschaft) geprägtes Dorf. Daneben gibt es heute verschiedene Betriebe des lokalen Kleingewerbes. Mittlerweile hat sich das Dorf auch zu einer Wohngemeinde gewandelt. Viele Erwerbstätige sind deshalb Wegpendler, die in den umliegenden größeren Ortschaften ihrer Arbeit nachgehen.
Die Ortschaft ist verkehrstechnisch gut erschlossen. Sie liegt an der Hauptstraße D437, die von Montbéliard nach Morteau führt. Eine weitere Straßenverbindung besteht mit Le Barboux.